# Nicolas de Malézieu
Nicolas de Malézieu (auch: Malezieu; * 7. September 1650 in Paris; † 4. Mai 1727 in Châtenay) war ein französischer Mathematiker, Gräzist, Autor, Übersetzer und Mitglied der Académie des Sciences und der Académie française. Er ist nicht zu verwechseln mit seinem gleichnamigen Sohn (1674–1748), Bischof von Lavaur.

## Leben und Werk
Malézieu wuchs vaterlos auf. Er war eine Frühbegabung, konnte mit 4 Jahren lesen und schreiben und schloss das Jesuitenkolleg mit zwölf ab. Er bildete sich universell, von der Mathematik bis zum Hebräischen. Da er außerdem von offener und heiterer Mentalität war, hatten gerade die besten Köpfe Freude am Umgang mit ihm, darunter Bossuet und in Châlons-en-Champagne, wohin er aus familiären Gründen für zehn Jahre gegangen war, Bischof Félix Vialart de Herse (1613–1680).
1681 wurde er auf Vorschlag Bossuets Hauslehrer des elfjährigen Herzogs von Maine, Sohn von Ludwig XIV., und lebte am Hof zur gleichen Zeit wie Racine, Boileau und Fénelon. Da der Herzog auch Fürst der Dombes war, führte Malézieu für ihn als Kanzler der Dombes die Regierungsgeschäfte, ebenso wie er als Generalsekretär der Schweizer Garde in Frankreich des Herzogs Rolle als deren Generaloberst ausfüllte. 1696 wurde er zusätzlich Mathematiklehrer des Herzogs von Burgund (1682–1712), des Enkels Ludwigs XIV.
Als der Herzog von Maine, der statt zum Militärischen eher zum Gelehrtentum neigte, 1692 Louise Bénédicte de Bourbon-Condé (1676–1753) heiratete, fand Malézieux auch in ihr, die hochgebildet war, eine Gönnerin. Noch bevor er an ihrem literarisch orientierten Hof in Sceaux zusammen mit Charles-Claude Genest einer der Hauptgestalter des höfischen Salonlebens wurde, war sein Landhaus in Châtenay (unweit von Sceaux) 1699–1706 ein Ort, wo man sich in ungezwungenerer Weise ebenfalls traf und Theater aufführte.
Malézieu heiratete 1672 die gleichaltrige Françoise Faudel de Fauveresse (1650–1741). Das Paar hatte fünf Kinder. Malézieu wurde 1699 in die Académie des sciences und 1701 in die Académie française (Sitz Nr. 33) aufgenommen. Er übersetzte die Iphigenie bei den Taurern des Euripides in Prosa und schrieb kleinere französische Stücke für das Hofleben in Sceaux. Er starb im Alter von 76 Jahren. In Châtenay-Malabry erinnert die Allée Malézieu an ihn und seine Familie.

## Werke

### Mathematik
- Nouveau traité de la sphere Ou tout ce qui regarde cette science est expliqué si nettement, que les moins intelligens le peuvent aisément comprendre sans le secours d'aucun maistre. Paris 1679.
- Éléments de géométrie de monseigneur le duc de Bourgogne. Boudot, Paris 1705, 1722, 1729, 1735.
  - (Lateinisch) Serenissimi Burgundiae ducis Elementa geometrica ex Gallico sermone in Latinum translata ad usum Seminarii Patavini. Accessere quatuor propositiones ad trigonometriam apprime utiles. Insuper Introductio ad algebrae applicationem ad geometriam, auctore Guisneo, nunc primum Latine reddita. Padua 1713, 1734.

### Weitere Werke
- (Mit anderen) Les divertissements de Seaux. Ganeau, Paris 1712.
  - Suite des Divertissemens de Seaux contenant des chansons, des cantates & autres pieces de poësies. Avec la description des nuits qui s’y sont données, & les comedies qui s’y sont jouées. Ganeau, Paris 1725.
- (Übersetzer) Iphigénie en Tauride. 1713. (Prosaübersetzung)
- Polichinelle demandant une place dans l’Académie. Comédie. In: Pièces échappées du feu. Recueil de diverses pièces en prose et en vers. Hrsg. Albert-Henri de Sallengre. Piacenza 1717. (8 ungezählte Seiten)
- Apologie de l’édit du mois de juillet 1714 et de la déclaration du 23e mai 1715, qui donnent aux princes légitimés et à leurs enfants et descendants mâles à perpétuité, nés et à naître en légitime mariage, le titre, les honneurs et le rang de princes du sang, et le droit de succéder à la couronne après tous les princes légitimes ; ou lettre justificative d’un magistrat à un abbé pour MM. les duc du Maine et comte de Toulouse. ohne Ort. ohne Jahr.
- Les amours de Ragonde. Comedie en musique, representée devant le Roi, sur le Théatre des Petits Appartemens à Versailles. Paris 1749.